# (5876) 1990 DM2
(5876) 1990 DM2 es un asteroide perteneciente al cinturón de asteroides, región del sistema solar que se encuentra entre las órbitas de Marte y Júpiter, más concretamente a la familia de Agnia, descubierto el 24 de febrero de 1990 por Henri Debehogne desde el Observatorio de La Silla, Chile.

## Designación y nombre
Designado provisionalmente como 1990 DM2. 

## Características orbitales
1990 DM2 está situado a una distancia media del Sol de 2,768 ua, pudiendo alejarse hasta 2,881 ua y acercarse hasta 2,655 ua. Su excentricidad es 0,040 y la inclinación orbital 2,687 grados. Emplea 1682,86 días en completar una órbita alrededor del Sol.

## Características físicas
La magnitud absoluta de 1990 DM2 es 12,9. Tiene 7,072 km de diámetro y su albedo se estima en 0,268. 